# Die Spiegelreisende
Die Spiegelreisende ist eine vierteilige Fantasy-Romanreihe der französischen Schriftstellerin Christelle Dabos. Begonnen wurde die Erzählung als Fortsetzungsgeschichte im Internet. Die Veröffentlichung der Romane erfolgte in den Jahren 2013 bis 2019 in französischer Sprache. Die Geschichte erzählt die Erlebnisse von Ophelia in einer postapokalyptischen Welt. Der Buchtitel beschreibt ihre Fähigkeit, von Spiegel zu Spiegel reisen zu können.

## Inhalt
Die Inhaltsbeschreibung folgt der chronologischen Reihenfolge der Ereignisse, nicht dem erzählerischen Ablauf der vier Bände.
Vor Jahrtausenden entdeckten die Menschen der Kaiserstadt Babel ein aus einem kleinen Lichtpunkt bestehendes Füllhorn. Sie nutzten es, mauerten es später ein und es geriet in Vergessenheit.
Jahrhunderte vor der Erzählung herrschte Krieg auf dem Planeten. Die Eltern des Mädchens Eulalia Gort wurden verschleppt, sie selber vertrieben. In einem Militärwaisenhaus auf dem ehemaligen Gebiet der Kaiserstadt fand sie Unterschlupf. Das Militär entdeckte das Füllhorn, und Eulalia schloss sich dem Forschungsprojekt Cornucopia an. Gegenstände und Menschen verschwinden in der Nähe dieses Lichtpunkts, verdreht und entstellt kehren sie zurück.
Eulalia bewahrte sich ihren Kindheitstraum, die Welt retten zu wollen. Als sie in Kontakt mit einem intelligenten Echo trat, bot ihr dieses einen Pakt an. Der Andere, wie das Echo später genannt wird, entstammt einer parallelen Welt. Mit seinem Wissen nutzte sie das Füllhorn, 21 sogenannte Familiengeister zu erschaffen. Diese zog sie im früheren Waisenhaus mit dem Ziel auf, ihnen später eine Leitungsfunktion auf den Archen zu übertragen. Als die Kriegsfront ihre neue Heimat zu überrollen drohte, erfüllte sie den Pakt mit dem Anderen und tauschte mit ihm die Seite. Mit ihr wechselte ein Großteil des kriegerischen Planeten ebenfalls in die parallele Welt. Es blieben nur 21 Archen zurück, die zur Heimat jeweils eines unsterblichen Familiengeistes wurden.
Jahrhunderte später ist das Wissen um die Umwandlung der Welt und die Herkunft der Familiengeister weitgehend vergessen. Die Archen werden von deren Nachfahren bevölkert. Vierzig Jahre vor der eigentlichen Erzählung beginnt zudem eine Zensur von geschichtlichem Wissen aus der Zeit vor dem sogenannten Riss, also der Umwandlung.
Die Hauptfigur Ophelia ist eine Animistin von der Arche Anima. Als Unterform dieser Gabe kann sie Gegenstände lesen, also Gefühle und Situationen von Menschen nachempfinden, die in der Vergangenheit mit diesen in Berührung kamen. Als Kind lernte sie eine weitere Fähigkeit, das Spiegelreisen. Ein Wesen in einem Spiegel bat sie, es aus diesem zu befreien. Das gelang Ophelia, doch es führte zu einem Unfall. Jede ihrer Körperzellen wurde verdreht und sie nahm das Wissen des fremden Wesens auf, ohne sich dessen bewusst zu sein. Als Folge des Vorgangs blieb Ophelia eine gewisse Tollpatschigkeit.
Ophelia leitet auf Anima das Museum für Ur- und Frühgeschichte. Aus Liebe zur Freiheit lehnte sie bereits zwei Cousins als mögliche Ehepartner ab. Dennoch wird sie aus politischen Interessen und gegen ihren Willen einem Mann von der Arche am Pol versprochen. Der erste Eindruck von ihrem Verlobten Thorn ist erschreckend. Er zeigt sich kalt und abweisend und sagt Ophelia mehrmals voraus, am Pol nicht lange zu überleben. Sein einziges durch die Heirat angestrebtes Ziel ist, durch diese ihre Gabe des Lesens von Gegenständen zu erwerben.
Er schmuggelt sie anfangs auf dem Pol ein. Die erste Zeit verbringt sie auf dem Anwesen von Thorns Tante Berenilde. So soll sie vor den tödlichen Intrigen am Hof des Familiengeistes Faruk geschützt werden, dem Herrscher über den Pol. Als die Tante auf Anweisung von Faruk in den Mondscheinpalast umziehen muss, wird Ophelia als stummer Page Mimo verkleidet mitgenommen. Der Palast gehört Botschafter Archibald, der sich später als der Beschützer Ophelias sieht. Durch den Kontakt mit dem Pagen Reineke lernt sie die Regeln und Fallstricke am Hof kennen. Dennoch gerät sie in eine Falle, landet im Gefängnis und entgeht nur knapp dem Tod. Ihre Tarnung kann sie nach ihrer Entlassung nicht mehr lange aufrechterhalten.
Faruk fühlt sich von Ophelia an jemanden erinnert, kann diese Erinnerung jedoch nicht fassen. Er ernennt sie zur Vize-Erzählerin des Hofs. Parallel dazu eröffnet sie mit Erlaubnis von Thorn ein Lese-Atelier. Als ihr jedoch der Titel der Vize-Erzählern wieder genommen wird, kurz nachdem sie Faruk zum Trotz eine unerwünschte Puppengeschichte ein zweites Mal erzählt, wird sie zu ihrer Sicherheit von ihrem Verlobten von der Himmelsburg zum Seebad Opalstadt gesendet.
Dort trifft sie nach vielen Monaten auf ihre Familie, die zur Hochzeit angereist ist. Ihr Großonkel erzählt ihr von der Zensur der Doyennen, den Matriarchinnen von Anima, die ihm Bücher über die Zeit vor der Zerstörung der Welt genommen hatten. Und er äußert die Vermutung, Ophelia wurde wegen ihres Interesses an alten Artefakten aus Anima weggeschickt.
Als mehrere Menschen aus dem Mondscheinpalast verschwinden, fordert Faruk sie zur Suche auf. Unter Zuhilfenahme ihrer Lese-Fähigkeiten nimmt die Spiegelreisende die Spur auf und findet die Vermissten. Doch der Entführer, Baron Melchior, stellt Ophelia. Thorn tötet ihn, um seine Verlobte zu retten, nimmt die Verantwortung auf sich und landet ihm Gefängnis. Ihm drohen Verstümmelung und Verbannung.
Ophelia bietet daraufhin Faruk einen Handel an. Wenn sie sein Familienbuch mit ihrer Fähigkeit liest, darf sie Thorn im Gefängnis heiraten. Der Familiengeist lässt sich darauf ein, und die Spiegelreisende erlebt durch die Berührung des Buchs eine Zeit kurz nach dem Riss. Sie erkennt, dass das Verhalten von Faruk durch die Texte im Buch beeinflusst wird.
Nach der sehr schlichten Hochzeit mit Thorn versuchen die beiden, bei ihm das Lesen zu entwickeln, doch er zeigt keine Anzeichen dieser Fähigkeit. Hier begegnen sie dem sogenannten Gott, dem Schöpfer der Familiengeister und Weltenzerstörer. Er beschuldigt Ophelia, bei ihrer ersten Spiegelreise den Anderen befreit zu haben, und damit den tatsächlich zu beobachtenden Zerfall der Archen eingeleitet zu haben. Als Thorn sein Angebot ablehnt, für ihn der loyale Mittelsmann am Pol zu sein, gibt Gott Faruk über das Buch ein, Thorn in die Verbannung und damit in den Tod zu senden. Doch Ophelia überzeugt Faruk, sich gegen den Willen des Buchs aufzulehnen. Als das Gefängnis geöffnet wird, um Thorn zu befreien, ist dieser geflohen; zwar hat er durch die Hochzeit mit Ophelia nicht die Fähigkeit des Lesens erhalten, dafür aber die des Spiegelreisens.
Thorn bleibt verschwunden, und Ophelia wird von den Doyennen gezwungen, mit ihrer Familie nach Anima zurückzukehren.
Ophelia sucht nach einem Weg, Anima zu verlassen, ohne dass Gott ihren neuen Aufenthaltsort kennt. Knapp drei Jahre später eröffnet ihr der frühere Botschafter des Pols die Möglichkeit, heimlich über eine Windrose zu fliehen. Windrosen sind Portale zwischen den Archen. Ophelia entscheidet sich für die Arche Babel, da sie dort Thorn und Spuren der Vergangenheit zu finden hofft.
Um nicht erkannt zu werden, lebt Ophelia auf der Arche unter dem Tarnnamen Eulalia. Sie tritt als Lehrling dem Konservatorium der Guten Familie des Familiengeists Helene bei, da sie nur auf diesem Weg in das Sekretarium gelangen kann. In diesem befinden sich die von ihr gesuchten Gegenstände aus der alten Welt, die sie lesen möchte. Tatsächlich gelingt ihr der Zugang, und zu ihrer Überraschung trifft sie dort den abweisenden Thorn an, der hier ebenfalls unter der falschen Identität Lord Henry arbeitet.
Wie auf Anima wird auf Babel Zensur geübt, wenn es um den Krieg und die Zeit vor dem Riss geht. Hier zeigt sich der Einfluss von Gott. Auch die Bücher der Autorin Eulalia Gort wurden verbrannt. Doch rund um diesen Vorgang gibt es mysteriöse Todesfälle. Als Mörder entpuppt sich ein unscheinbarer Fußbodenkehrer, der aus der Zeit der Familiengeister stammt und wie diese ein materialisiertes Echo ist. Seine Kraft ist, Menschen im wahrsten Sinne tödlich zu ängstigen. Er wird schließlich enttarnt und kommt dabei um. Durch ihn erkennt Ophelia, weshalb die Familiengeister sich an sie zu erinnern glauben. Durch den Spiegelunfall in ihrer Kindheit ist Ophelia auf unbekannte Weise mit Eulalia verbunden, und diese erkennen die Familiengeister und der Fußbodenkehrer in ihr.
Thorn und Ophelia begreifen, dass der Name Gott ein Überlieferungsfehler ist. In Wahrheit, so vermuten sie, handelt es sich hier um Eulalia Gort.
Unterdessen versucht Gott auf dem Pol Zugang zum Haus von Berenilde zu bekommen. Er erhofft sich, den Aufenthaltsort von Archibald, Thorn oder Ophelia zu erfahren, und über sie den Weg zur versteckten Arche Erdenbogen zu finden. Einzig das Kind von Berenilde, Viktoria, kann sein wahres Wesen unter seinen Masken entdecken. Als Archibald den Weg nach Erdenbogen findet, folgt ihm Gott getarnt als Reineke. Viktoria, die ihren physischen Körper verlassen kann, begleitet sie heimlich. Vom Familiengeist der Arche wird die kleine Gemeinschaft bis kurz vor dem Ende festgesetzt.
In sich beschleunigender Form verschwinden Teile der Archen, und mit ihnen die Menschen darauf. Panik greift um sich. Die Organisation LUX versucht die Kinder des Familiengeistes Pollux auf sicher erscheinenden Bereichen der Archen zu versammeln und schickt alle anderen Bewohner Babels auf nicht manövrierbaren Luftschiffen auf eine ungewisse Reise.
Thorn und Ophelia verstärken daher ihre Suche nach dem Füllhorn, das sie im Bereich des Beobachtungsinstituts vermuten. Als Oberster Familieninspektor soll Thorn für LUX das Institut infiltrieren, verfolgt dabei jedoch seine eigenen Ziele. Ophelia mit ihrem verdrehten Körper lässt sich freiwillig als Patientin einweisen. Durch die Therapien verlieren sich ihre Familienkräfte. Die als eine Art Schatten um sie existierende und zu ihr gehörende Kraft wird von ihrem Körper verschoben. Letztlich führt es zur Abspaltung eines Echos, eines Anderen, an den Ophelia ihre Kraft des Spiegelgehens verliert.
Schließlich stehen Ophelia und Thorn vor dem Füllhorn, und mit ihnen jene, die sich einen Vorteil davon erhoffen. Die Anführer von LUX wollen ihre eigene Unsterblichkeit. Der Leiter des Beobachtungsinstitut will ein fehlerfreie Gegenstände produzierendes Füllhorn. Ophelia und Thorn dagegen wollen die Welt retten. Eine auftauchende Erinnerung Eulalias lässt Ophelia erkennen, dass das Füllhorn kein Partikel ist, sondern ein Tunnel in die andere Welt. Und dass zur Wahrung des Gleichgewichts beider Seiten etwas in diese Welt wechseln muss, wenn man in die andere Welt geht. Alle Protagonisten wechseln mehr oder weniger freiwillig auf einem an sich unumkehrbaren Weg in die andere Welt.
Ophelia beginnt durch Beobachtung das Wesen der anderen Welt zu begreifen und erkennt, wie ihre Welt gerettet werden kann. Durch die Hilfe des aus ihr entstandenen Echos, mit dem sie wieder verschmilzt, kann sie zurückkehren. Das Füllhorn löst sich dabei auf. Und Ophelia muss mit dem Verlust aller ihrer Finger leben – das ist der Gegenwert, um das Gleichgewicht der Welten zu halten.
Im Memorial versammeln sich alle Familiengeister. Auch Eulalia Gort taucht auf, entpuppt sich jedoch als der Andere. Die wahre Eulalia wurde bei dem Spiegelunfall in Ophelias Kindheit mit völligem Gedächtnisverlust nach Babel versetzt und lebte dort als die Schülerin Elizabeth in der Guten Familie. Gemeinsam gelingt es, den Anderen durch einen Spiegel in die jenseitige Welt zu stoßen. Damit endet der Pakt von Eulalia und dem Anderen, und die Welt materialisiert sich wieder. Nicht betroffen davon ist alles, was durch das Füllhorn die Seite wechselte. So kehrt Thorn nicht zurück und bleibt im Dazwischen. Die Geschichte endet mit dem Vorhaben Ophelias, Thorn aus der anderen Welt zu retten.
Das Verhältnis zu Thorn wandelt sich im Lauf der Erzählung. Anfangs ist Ophelia zumindest ein wenig neugierig auf ihn, wird durch seine kalte, verschlossene Art erst einmal abgeschreckt. Da er sich nur für ihre Familienkraft interessiert, ist die Vereinbarung eine rein zweckgebundene Ehe ohne eheliche Pflichten einzugehen. Als Thorn Gefühle andeutet, empfindet Ophelia das als Bruch ihrer Abmachung. Doch sie entdeckt in sich selbst Gefühle, und so betreibt sie zur Rettung Thorns die Hochzeit im Gefängnis des Pols. Thorn gesteht ihr seine Liebe. Sie tut es nicht, und so bleiben die Worte durch die mehrjährige Trennung ungesagt. Selbst nach dem Wiedersehen auf Babel muss Thorn lange warten, bis sie ihm ihre Zuneigung gesteht. Als Thorn sie mit seinen Krallen schmerzhaft wegstößt, stellt sich erst einige Zeit später heraus, dass er seine Kräfte nicht kontrollieren kann und den Vorgang nicht bemerkte. Dennoch hat Ophelia diese Verletzung ohne Beschwerde hingenommen, wenn auch verstört.

## Die Welt der Archen
Die Welt besteht in der Zeit Ophelias aus mehreren Archen, auf denen je eine Familie mit ihrem Familiengeist lebt. Der ursprüngliche Planet wurde den Erzählungen nach während eines als Riss bezeichneten Vorgangs in mehrere Teile gespalten, eben jene Archen. Auf diesen Lebensinseln kann es Berge, Täler und sogar Meere geben. Insgesamt gibt es 21 große und 186 kleine Archen. Diese kreisen der Legende nach um einen unbewohnbaren und aus Vulkanen bestehenden Weltkern, der durch die Wolkendecke nicht zu sehen ist. Auf der 21. Arche gibt es keinen Familiengeist; diese ist Sitz der interfamiliären Institutionen.
In Wahrheit besteht das Universum der Spiegelreisenden aus zwei gegensätzlichen Seiten. Die parallele Welt ist eine umgedrehte Version der bestehenden. Farben sind ins Gegenteil verkehrt, Menschen vergessen Schrift und Sprache und verfallen in stereotype Verhaltensweisen. Der Übergang von einer Welt in die andere kann durch ein Füllhorn oder auf schwierigere Weise durch einen Spiegel geschehen. Dabei muss immer ein Ausgleich erfolgen, damit die beiden Welten nicht aus dem Gleichgewicht geraten. Überall auf der Welt der Archen befindet sich in der Luft eine Substanz namens Aerargyrum, d. h. umgedrehte Materie. An Stellen, an denen sie in konzentrierter Form auftritt, wird sie von den Menschen als Nebel oder Wolken wahrgenommen. Diese Nebel befinden sich besonders unter und neben den Archen an der Stelle des früheren Planeten. Ursache ist, dass das Aerargyrum an den Stellen gehäuft auftritt, an denen sich auf der umgedrehten Welt feste Materie befindet.
Menschen mit Familienkräften haben Schatten, die nur mit Spezialbrillen sichtbar werden. Je stärker die Familienkraft, desto größer der Schatten, und desto mehr Echos befinden sich um den Schatten. Schatten und Echos sind Erscheinungsformen des gleichen Phänomens. Echos können sich in der Welt nur durch geschriebenes Wort halten.
Die von Eulalia Gort erschaffenen Familiengeister bestehen nicht nur aus einem Körper, sondern zu ihnen gehört untrennbar je ein Buch aus lederartigem Material, in dem ihre Geschichte und ihre Eigenschaften bereits im Vorfeld festgeschrieben wurden. Nach dem Weltentausch von Eulalia und ihrem Echo entfernt der Andere die Seite des Buches, in der das Gedächtnis der Familiengeister beschrieben wurde. Daher haben die Familiengeister Erinnerungslücken und sind sehr vergesslich. Einzig das Buch von Janus weist keine Lücke auf. Durch die Bücher sind die Familiengeister miteinander verbunden.
Den Familiengeistern war die Leitungsfunktion auf den Archen bestimmt. Die Menschen darauf sind ihre jeweiligen Nachkommen. Direkte Nachkommen der Familiengeister haben in der Regel bestimmte Kräfte, die sich je nach Arche unterscheiden. Einzelne Klans flechten immer wieder Wörter aus fremden Sprachen ein. Bei den Babeliern ist es die englische Sprache, bei den Weissagern die italienische.
Das Echo der gabenlosen Eulalia Gort hat anfangs das gleiche Aussehen. Dieses Wesen ist ein Gestaltwandler und kann Aussehen, Stimme und Familienkraft von Personen annehmen, denen sie einmal gegenüber stand. Von der übernommenen Identität Eulalias wandelt der Andere den Namen von Gort zu Gott. Er sieht sich als Erschaffer der Familiengeister und damit als Urahn der Menschheit. Um die Macht zu wahren, sucht er sich Tutoren auf den Archen, die in seinem Sinne agieren.

### Anima
Auf Anima ist Madame Artemis der Familiengeist. Die Staatsform ist ein Matriarchat, die Arche wird von den Doyennen geleitet. Die Landschaft besteht aus einem Tal, Bergen und den Großen Seen. Jeder ist mit jedem verwandt, und Hochzeiten von nahen Verwandten sind üblich. Anima ist die Heimatarche von Ophelia.
Auf dieser Arche ist die Kraft des Animismus verbreitet, d. h. Gegenständen kann Leben eingehaucht bzw. sie können verändert oder repariert werden. Manchen Bewohnern ist als Ausprägung des Animismus das Lesen von Gegenständen möglich. Seltener kommt noch das Spiegelreisen als Kraft hinzu. Diese Fähigkeit kann nur entwickelt und eingesetzt werden, wenn man sich selbst nicht belügt.
- Ophelia: Sie wird als kleine, etwas tollpatschige, schlecht sehende und sehr leise sprechende Frau beschrieben, die ein Museum auf Anima leitet. Sie hat großes Talent beim Lesen von Gegenständen und ist – wie früher ihr noch lebender Vater – eine Spiegelreisende. Erstmals durchquerte sie mit zwölf Jahren einen Spiegel, blieb dabei jedoch stecken und hat in der Gegenwart noch mit den Folgeerscheinungen zu leben. Jede Zelle ihres Körpers ist verdreht. Eine Konsequenz daraus ist, keine Kinder bekommen zu können. Ein Schal ist ihr erster Golem, also ein Gegenstand, dem sie Leben verliehen hat. Sie trägt ihn meist bei sich. Um nicht versehentlich Gegenstände zu lesen, trägt sie dauerhaft Handschuhe. Bei Nervosität knabbert sie an diesen. Ophelia hat fünf Geschwister. Ihre Mutter Sophie ist die bestimmende Person in der Familie.
- Tante Roseline: Die Patentante von Ophelia ist eine sehr dünne Frau mit einem Pferdegebiss. Sie arbeitet als Papierrestauratorin, kann mit ihren animistischen Fähigkeiten Papier reparieren. Sie ist Witwe und begleitet Ophelia bei ihrer Reise zum Pol als Anstandsdame. Später kümmert sie sich um Berenilde und deren Tochter Viktoria.
- Großonkel: Sein Name ist unbekannt. Er ist Archivar auf Anima, Patenonkel von Ophelia und ihre wichtigste Bezugsperson. Er hat goldbraune Augen und trägt einen Schnurrbart.

### Babel
Babel besteht aus vielen kleinen Archen. Die Zwillinge Pollux und Helene sind die Familiengeister. Sie sind Meister der Sinne. Die Menschen suchen und übernehmen Fortschritte von anderen Archen. Auf der anderen Seite haben sie absolute Regelungen. Beispielsweise herrscht eine fest vorgegebene Kleiderordnung, deren Übertretung eine Strafe nach sich zieht. Menschen mit der Familienkraft werden als Kinder des Pollux gesehen, während gabenlose Menschen die Patenkinder der kinderlosen Helene sind.
Angeführt wird die Gesellschaft von der Organisation LUX. Die Lords und Ladys dieser Elite-Gruppe sind die Berater der Familiengeister. An der Spitze ihrer Hierarchie stehen die beiden Genealogen. Letztere verfolgen eigene Ziele. Durch das Füllhorn erhoffen sie sich Unsterblichkeit.
Zentrales Gebäude von Babel ist das Memorial, die Gedenkstätte von Babel. Der Turm beinhaltet tausende Bücher und ist das Gedächtnis der Menschheit. Unter der Glaskuppel schwebt ein großer Globus, der das Sekretarium enthält. In ihm werden die ältesten und seltensten Bestände aufbewahrt. In diesem findet Ophelia zudem einen Spiegel aus der Zeit nach dem Riss, durch den sie Eulalia Gort beobachten kann. Dieses Gebäude war ursprünglich das Waisenhaus von Eulalia und später die Schule, in der die Familiengeister aufgewachsen sind und unterrichtet wurden.
- Lazarus: Seine Organe befinden sich spiegelverkehrt im Körper. Er war Patient im Beobachtungsinstitut und studierte später an der Guten Familie. Zusammen mit seinem Freund Ambrosius I. übernimmt er vierzig Jahre vor der Erzählung die Leitung des Beobachtungsinstituts. Er führt auf Babel die Automaten ein, gilt als Erfinder. Tatsächlich sind die Automaten Echos von ins Füllhorn gegangenen lebenden Personen, und die Automatenform entsteht durch den geschriebenen Kode, den sie erhalten. Lazarus wurde von Gott beauftragt, die Welt zu erkunden, wurde so zum Weltenbummler und Forschungsreisenden.
- Ambrosius: Er ist das im Füllhorn entstandene inkarnierte Echo des Freundes von Lazarus. Ein Kode am Rücken hält ihn in dieser Welt. Lazarus gibt ihn als seinen Sohn aus, und Ambrosius glaubt dies. Er ist gehbehindert, seine Arme und Beine sind exakt falsch herum an seinem Körper. Er leidet darunter, keinen Nutzen in der Gesellschaft der Babelier zu haben. Bei ihrer Ankunft auf Babel hilft er Ophelia und unterstützt sie auch später noch. Ophelias Schal verlässt sie für ihn. Als ihm sein Kode von den Genealogen genommen wird und er sich daher auflöst, zeigt sich Lazarus gleichgültig.
- Ambrosius I.: Vor Jahren durchquerte er aus wissenschaftlicher Neugier das Füllhorn. Als Schatten hilft und steuert er Ophelia über die Grenzen der Welt hinweg.
- Elizabeth: Sie übernimmt nach der Ankunft Ophelias in der Guten Familie die Rolle der nüchternen Mentorin. Sie wird in das Beobachtungsinstitut abgeordnet, um die Familienbücher zu entschlüsseln. Nach ihrer Erinnerung wurde sie als Kind von ihren Eltern ausgesetzt. Der Familiengeist Helene nahm sie in der Guten Familie auf. Tatsächlich jedoch ist sie Eulalia Gort, die von Ophelia über den Spiegel aus der anderen Welt befreit wurde und bei diesem Vorgang ihr Gedächtnis verloren hat.
- Blasius: Der ständig von Unglücken verfolgte Mann ist Gehilfe in der Gedenkstätte von Babel und ein drittklassiger Olfaktiver. Er hilft Ophelia mehrmals. Mit Professor Wolf, den er schon lange anhimmelt, beginnt er eine Beziehung.
- Lady Septima: Die enorm ehrgeizige Frau ist Mitglied von LUX. Ophelia hat sie als Lehrerin am Konservatorium. Septima sieht nur die Kinder des Pollux als ebenbürtig an. Der Schüler Octavio ist ihr Sohn. Sie wird bei Aufständen über den Rand der Arche in die Tiefe gestürzt.
- Secunda: Sie ist die Tochter von Lady Septima und befindet sich als Patientin im Beobachtungsinstitut. Ihre Fähigkeit, zukünftige Ereignisse auf Papier zu zeichnen, wird für den weiteren Umgang mit den anderen Patienten genutzt.
- Ohne-Furcht-Und-Beinah-Ohne-Tadel: Der schmächtige und unscheinbare Mann ist mit einer gewaltigen Stimme ausgerüstet. Er führt die Untergrundbewegung gegen LUX an. Da er Eulalia bedroht, wird er vom Fußbodenfeger heimgesucht und stirbt aus Angst.

### Pol
Diese Arche hat Faruk/Odin als Familiengeist. Seine Familienkraft wirkt nur von Geist zu Geist. Diese verschieden ausgerichteten Kräfte haben nur Mitglieder der Klans, die gleichzeitig aus ihren Reihen Personen für die Regierung stellen. Sie sind der Adel der Arche.
Der Pol hat den schlimmsten Ruf bei den anderen Archen, die Bewohner werden als Barbaren gesehen. Die direkten Nachkommen Faruks sind alle blond. Der hier gesprochene nordische Akzent klingt hart.
Der Pol ist drei Mal so groß wie Anima. Die wasserreiche Arche hat ein Binnenmeer und Seen. Hauptstadt ist die schwebende Himmelsburg, eine riesige Zitadelle aus Türmen, Brücken, Zinnen, Treppen, Strebebögen und Schornsteinen. Die Spitze bildet Faruks Turm, der weitgehend nur über den darunter befindlichen Mondscheinpalast erreicht werden kann. Bekannte Orte auf dem Pol sind das Seebad Opalstadt und die Stadt Asgard. Zum Pol gehören kleine Nebenarchen wie Helheim.
Die Mitglieder der Klans können anhand ihrer Tätowierungen erkannt werden. Bei größeren Vergehen werden ganze Klans vom Hof verbannt. Frühestens nach sechzig Jahren besteht bei den alle 15 Jahre stattfindenden Familienständen die Möglichkeit der Rehabilitation. So sind zur Zeit der ersten beiden Bände nur drei Klans am Hof vertreten. Die Unsichtbaren, Betäubenden, Überzeugenden und Chronisten sind zu dieser Zeit verstoßen.

#### Der Klan der Drachen
Die Familienkraft des kleinsten, aber mächtigen Klans sind die Krallen. Mit ihrem Nervensystem greifen sie das Nervensystem des Gegners an. Abgesehen von Berenilde und Thorn kamen alle Klanmitglieder bei einer Jagd ums Leben. Ihr Kennzeichen sind verschlungene Tätowierungen an Händen und Armen.
- Thorn: Der Verlobte von Ophelia ist groß, mager und hat einen ankerförmigen Kinnbart. An den Armen und im Gesicht hat er insgesamt 56 Narben. Er ist oberster Finanzverwalter am Hof. Ein Tick von ihm ist die häufige Betrachtung seiner Taschenuhr. Seine Eltern stammen aus zwei Klans. Sein Vater war ein Drache, seine Mutter eine Chronistin. Er hat in leichter Form die jeweiligen Kräfte seiner Eltern geerbt. Von seiner Mutter wurden ihm Teile des Gedächtnisses von Faruk übertragen. Als Bastard darf er nicht die Tätowierungen der Drachen tragen. Im Gefängnis wird ihm ein Bein zertrümmert. Seitdem kann er sich nur noch mit einer mechanischen Gehhilfe fortbewegen.
- Berenilde: Sie ist eine lockige Schönheit, Favoritin von Faruk und trägt ein Kind von ihm in sich, das nach der Geburt von der Patentante Ophelia Viktoria genannt wird. Die Eltern des Kavaliers brachten Berenildes andere Kinder um, daher tötete sie diese. Seither fühlt sie sich dem Kavalier verpflichtet.
- Viktoria: Diese Figur dient in erster Linie dazu, den Weg von Archibald und dem Anderen zur Arche Erdenbogen zu beschreiben. Viktoria entwickelt als neue Familienkraft das Verlassen des Körpers. Dabei bewegt sich ihr Geist in der anderen Welt. So folgt sie Archibald nach Erdenbogen. Als sie in der anderen Welt verloren zu gehen droht, findet sie Thorn und führt sie zurück zu ihrem Körper.

#### Der Gespinst-Klan
Die Mitglieder des Klans sind geistig miteinander verbunden und können sehen und hören, was die jeweils anderen erleben. Allerdings ist nur die gleichzeitige Aufmerksamkeit auf eine Person aus dem Gespinst möglich. Es gibt kein Gemeinschaftsgedächtnis. Es ist möglich, ein Mitglied aus der Verbindung zu entfernen, doch der Zustand ist nicht mehr umzukehren. Das Kennzeichen ist eine Tätowierung zwischen den Augenbrauen.
- Archibald: Er ist anfangs als Botschafter des Hofes im Mondscheinpalast ansässig. Er gilt als Frauenheld, obwohl er meist schlampig und altmodisch gekleidet ist. Durch seine Entführung wird er vom Gespinst getrennt, erholt sich jedoch davon und ist wieder lebensfroh. Als Urenkel der von der Arche Erdenbogen stammenden Hildegard kann er Windrosen entdecken und Übergänge schaffen. Archibald ist Patenonkel von Viktoria.

#### Der Klan der Miragen
Sie sind an ihren tätowierten Augenlidern zu erkennen. Mit ihrer Familienkraft können sie Illusionen weben, die sich spätestens zum Zeitpunkt ihres Todes wieder auflösen.
- Baron Melchior: Der übergewichtige Mann ist Minister für Stil und Eleganz.
- Kavalier: Sein eigentlicher Name lautet Stanislaw. Seinen Namen gab er sich, da er Kavalier für Berenilde sein will. Durch seine Kraft beeinflusst er die Bestien, die daraufhin den Klan der Drachen nahezu auslöschen. Dieses Ereignis führt letztlich zum Entzug seiner Kräfte, zum Schandmal, einer kreuzartigen Tätowierung im Gesicht, und zur Verbannung vom Hof nach Helheim. Lazarus befreit ihn von dort und bringt ihn in das Beobachtungsinstitut, wo er durch das Füllhorn auf die andere Seite wechselt.
- Kunigunde: Sie besitzt mehrere schlecht laufende Imaginationshäuser in der Himmelsburg. Ophelia bietet sie eine geschäftliche Partnerschaft an, doch diese lehnt ab.

#### Der Klan der Chronisten
Ihre Familienkraft ist an das Gedächtnis geknüpft. Sie können Erinnerungen übertragen und aufnehmen, geben ihr Gedächtnis an die Nachfahren weiter. Manchen ist es sogar möglich, Erinnerungen zu verfälschen. Ihnen sind Gedächtnisdurchsuchungen möglich. Wegen Missbrauchs ihrer Kräfte wurden sie fünfzehn Jahre zuvor vom Hof verbannt. Insbesondere Thorns Mutter, die Faruks Merkheft fälschte, war daran beteiligt.

#### Der Klan der Nihilisten
Mit ihrer Familienkraft konnten sie die Familienkräfte anderer Nachfahren von Faruk aufheben. Der Klan wurde zwanzig Jahre zuvor beinahe ausgelöscht. Nur Gwenael überlebte, indem sie seither unerkannt als Mechanikerin im Untergrund lebt. Sie hat ein schwarzes und ein blaues Auge. Mit dem athletischen, rothaarigen Reineke führt sie eine Beziehung. Die beiden sterben beim abschließenden Kampf mit dem Anderen.

### Weitere Archen
Die weiteren Archen sind Plombor – die Arche von Midas (Transmutationen) –, Totem – die Arche von Venus (Tiere) –, Zyklop – die Arche von Uranus (Schwerkraft) –, Flora – die Arche von Belisama (Pflanzenwelt) –, Pharos – die Arche des Horus (Verführung) –, Serenissima – die Arche von Fama (Weissagung) –, Heliopolis – die Arche von Luzifer (Blitze) –, die Wüste – die Arche von Dschinn (Wasser) –, Tatar – die Arche von Gaia (Erdkräfte) –, Zephir – die Arche von Olymp (Wind) –, Titan – die Arche von Yin (Masse) –, Koropolis – die Arche von Zeus (Gestaltwandel) –, Síd – die Arche von Persephone (Temperatur) –, Selene – die Arche von Morpheus (Träume) –, Vesperaldie – die Arche von Wiraqucha (Phantomisierung) –, Al-Ondalus – die Arche von Re (Empathie) –, Erdenbogen – die Arche von Janus – und Stern – eine neutrale Arche –.

## Buchausgaben

### Französischsprachige Originalausgaben
- La Passe-miroir. Tome 1: Les fiancés de l’hiver. Gallimard Jeunesse, 2013, ISBN 978-2-07-065376-8.
- La Passe-miroir. Tome 2: Les disparus du Clairdelune. Gallimard Jeunesse, 2015, ISBN 978-2-07-066198-5.
- La Passe-miroir. Tome 3: La mémoire de Babel. Gallimard Jeunesse, 2017, ISBN 978-2-07-508189-4.
- La Passe-miroir. Tome 4: La Tempête des échos. Gallimard Jeunesse, 2019, ISBN 978-2-07-509386-6.

### Deutschsprachige Ausgaben
Die Übersetzung aus dem Französischen erfolgte durch Amelie Thoma und wurde bei den ersten drei Bänden durch das Institut français und beim vierten Band durch den Deutschen Übersetzerfonds gefördert. Veröffentlicht wurden die Bücher als Hardcover-Ausgabe. Die Bände zwei bis vier beginnen mit einer Zusammenfassung der Vorgeschichte. Band drei enthält eine Karte der Archen. In Band vier werden in kurzen Kapiteln die wichtigsten Handlungsträger beschrieben.
- Die Spiegelreisende. Band 1: Die Verlobten des Winters. Insel Verlag, 2019, ISBN 978-3-458-17792-0.
- Die Spiegelreisende. Band 2: Die Verschwundenen vom Mondscheinpalast. Insel Verlag, 2019, ISBN 978-3-458-17826-2.
- Die Spiegelreisende. Band 3: Das Gedächtnis von Babel. Insel Verlag, 2019, ISBN 978-3-458-17827-9.
- Die Spiegelreisende. Band 4: Im Sturm der Echos. Insel Verlag, 2020, ISBN 978-3-458-17858-3.

### Englischsprachige Ausgaben
Die Übersetzungen erfolgten durch Hildegarde Serle.
- A Winter's Promise. Europa Editions, 2018, ISBN 978-1-60945-483-8.
- The Missing of Clairdelune. Europa Editions, 2019, ISBN 978-1-60945-507-1.
- The Memory of Babel. Europa Editions, 2020, ISBN 978-1-60945-613-9.
- The Storm of Echoes. Europa Editions, 2021, ISBN 978-1-60945-697-9.

### Italienischsprachige Ausgaben
- Fidanzati dell'inverno. Edizioni E/O, 2018, ISBN 978-88-6632-945-9.
- Gli scomparsi di Chiardiluna. Edizioni E/O, 2019, ISBN 978-88-3357-053-2.
- La memoria di Babel. Edizioni E/O, 2019, ISBN 978-88-3357-139-3.
- Echi in Tempesta.  Edizioni E/O, 2020, ISBN 978-88-3357-223-9.

## Auszeichnungen und Nominierungen
- Grand Prix de l’Imaginaire 2016 in der Kategorie Französischsprachiger Roman für die ersten beiden Bände der Reihe
- Nominiert 2020 für den Deutschen Jugendliteraturpreis in der Kategorie Preis der Jugendjury für den Band Die Verlobten des Winters